# Лоуренс, Джон, 1-й барон Лоуренс
Джон Лейрд Мейр Лоуренс, 1-й барон Лоуренс (англ. John Laird Mair Lawrence, 1st Baron Lawrence; 1811—1879) — английский государственный деятель.

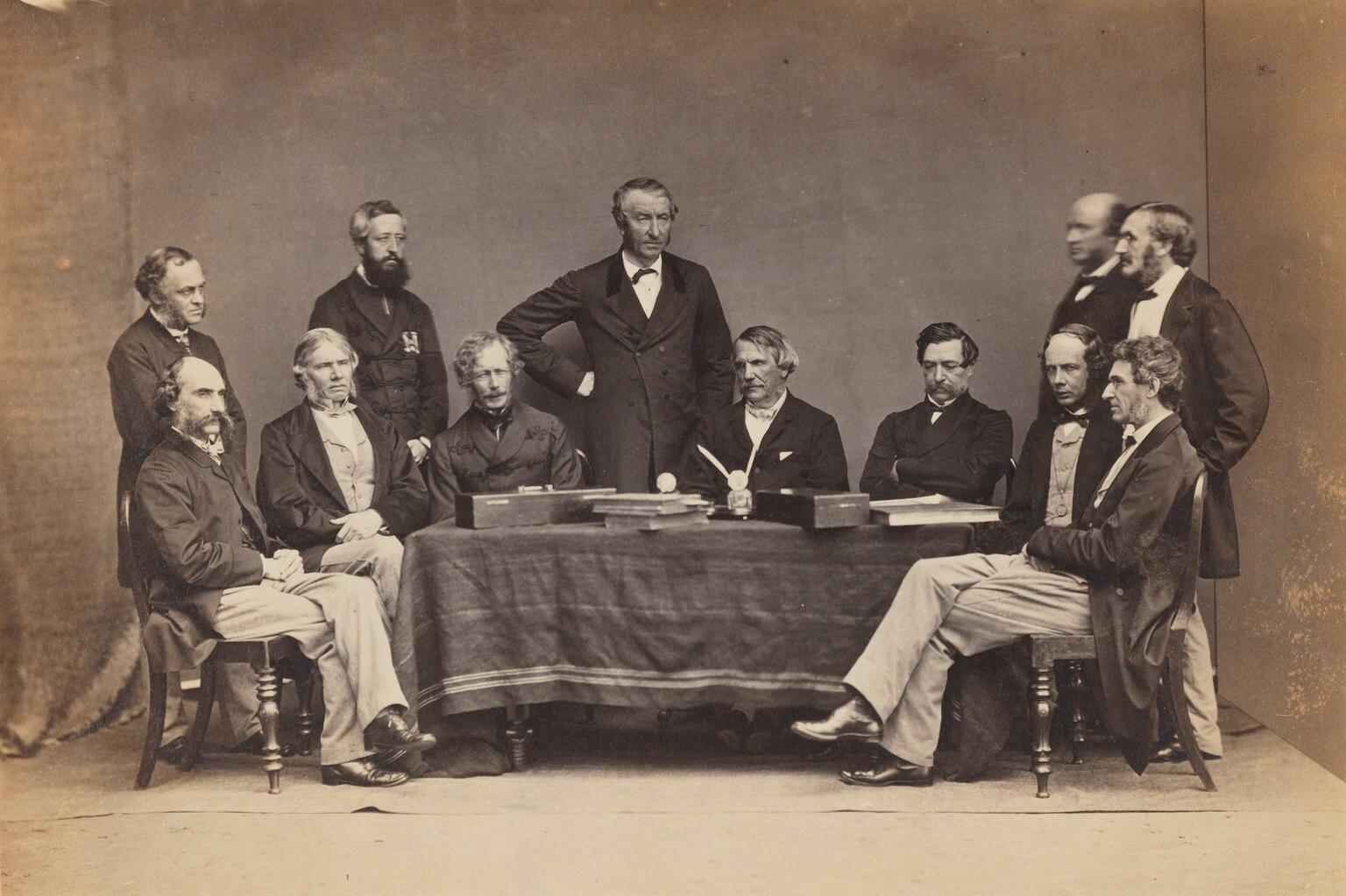
Верховный / Исполнительный совет и секретари вице-короля Индии, Симла, 1864 год. Слева направо: сидят — неизвестный; Чарльз Тревельян; Хью Роуз; Джон Лоуренс; Роберт Нэпьер; Генри Мэн; г-н Грей. Стоят — неизвестный; Генри Норман; Генри Марион Дюран; Эдвард Клайв Бэйли; Джон Стрейчи.

Начал службу в Ост-Индской компании. В качестве главного комиссара провинции Пенджаб удержал её, во время восстания 1857 года, в полном порядке и содействовал усмирению восстания в других округах.
При преобразовании индийского управления сделан членом индийского совета. В 1863—1869 годах занимал пост вице-короля Индии. Возведённый в пэры, был влиятельным противником политики лорда Биконсфильда. Ему воздвигнуты памятники в Лондоне и в Калькутте.